# Euphoresia squamifera
Euphoresia squamifera är en skalbaggsart som beskrevs av Frey 1968. Euphoresia squamifera ingår i släktet Euphoresia och familjen Melolonthidae. Inga underarter finns listade i Catalogue of Life.